# 小出翼
小出 翼（こいで つばさ、1984年12月22日 - ）は、日本のアーティスト、お笑い芸人である。また、音楽プロデューサー、作曲家、編曲家、作詞家である。
元美女♂men Zの新ボーカル。現在は社会ノ窓としてアイドル・芸人として活動している。

## 来歴
モスクワ出身。
千葉県立幕張総合高等学校卒業。
2012年バイト先の仲間とメンズアイドル「社会ノ窓」を結成。
2014年7月に桜塚やっくん率いるバンド美女♂men Z新メンバーコラボ参加のボーカルの公開オーディションが開催され、小出翼に決定した。9月に台湾で行われた「Tokyo Crazy Kawaii Taipei」を始めとした各種ライブに参加。

2015年4月25日
美女♂menZの正式な新ボーカルとなった。
2015年3月4日～8日に主演ロックミュージカル「マジカル・リバース・ワールド」を公演、劇中の音楽も担当する。

2016年5月21日のワンマンライブ「美女♂men Last Stage〜六年の軌跡〜」をもって解散。
2022年6月社会ノ窓でお笑い芸人としても活動を開始する。